# Круглов, Андрей Павлович
Андрей Павлович Круглов (1907, Рыбинск — 1942, Ленинград) — советский археолог, член Государственной академии истории материальной культуры, научный сотрудник Эрмитажа, специалист по бронзовому веку Восточной Европы и Кавказа.

## Биография
Родился в 1907 году в городе Рыбинск Ярославской губернии.
Окончил Ленинградский государственный университет (ЛГУ), с 1930 года принимал участие в Северо-Кавказской экспедиции советского археолога —  А. А. Миллера.
Член Государственной академии истории материальной культуры:
с 1930 года — сектор архаических формаций,
с 1932 года — сектор доклассового общества,
с 1934 года — сектор полевых исследований и в Институте исторической технологии,
с 1936 года — в Институте истории доклассового общества
с 1937 года — в секторе Восточной Европы дофеодального периода,
с 1939 года — в секторе бронзы и раннего железа.
В 1937 году недолго проработал ассистентом исторического факультета ЛГУ. До начала войны работал в отделе истории первобытной культуры Государственного Эрмитажа.
Во время службы в армии 29 сентября 1941 года защитил на Учёном совете ИИМК АН СССР кандидатскую диссертацию по археологии Северного Кавказа. Служба проходила в Ленинградской армии народного ополчения, в 13 стрелковой дивизии. Погиб при обороне Ленинграда в 1942 году.

## Область научных интересов
А. П. Круглов вёл научную деятельность и специализировался в археологии, является специалистом по бронзовому веку Восточной Европы и Кавказа. В 1935 году совместно с  Г. В. Подгаецким издал монографию «Родовое общество степей Восточной Европы: Основные формы материального производства». В 1936 и 1939 годах возглавлял Северо-Кавказскую археологическую экспедицию. В 1930-х годах работал в Чечне и Дагестане, обнаружил и исследовал ряд археологических памятников от эпохи Медного века до средневековья. Результатом научных работ А. П. Круглова является историко-культурная характеристика и хронологизация археологических памятников медно-бронзовой эпохи Дагестана.

## Изданные работы
- Родовое общество степей Восточной Европы: Основные формы материального производства.
- Археологические раскопки в Чечено-Ингушетии летом 1936 года.
- Археологические работы на Северном Кавказе.
- Неолитическое поселение близ Нальчика.
- Могильник в Нальчике.
- Долинское поселение у города Нальчика.
- Культовые места Горного Дагестана.
- Предскифские памятники северо-восточного Кавказа.
- Северо-Восточный Кавказ во II—I тысячелетии до н. э.